# Chelifera
Chelifera is een geslacht van insecten uit de familie van de dansvliegen (Empididae), die tot de orde tweevleugeligen (Diptera) behoort.

## Soorten
- C. alpina Vaillant, 1981
- C. angusta Collin, 1927
- C. aperticauda Collin, 1927
- C. astigma Collin, 1927
- C. banksi Melander, 1947
- C. barbarica Vaillant, 1981
- C. bidenta MacDonald, 1994
- C. caliga Lavallee, 1975
- C. circinata MacDonald, 1994
- C. cirrata Melander, 1947
- C. concinnicauda Collin, 1927
- C. corsicana Vaillant, 1981
- C. chvalai Wagner, 1984
- C. defecta (Loew, 1862)
- C. diversicauda Collin, 1927
- C. ensifera Melander, 1947
- C. flavella (Zetterstedt, 1838)
- C. frigelii (Zetterstedt, 1838)
- C. giraudae Vaillant, 1981
- C. lovetti Melander, 1947
- C. macedonica Wagner & Niesiolowski, 1987
- C. mana Lavallee, 1975
- C. monostigma (Meigen, 1822)
- C. multidenta MacDonald, 1994
- C. neangusta MacDonald, 1994
- C. notata (Loew, 1862)
- C. nubecula (Becker, 1908)
- C. obscura Vaillant, 1968
- C. obsoleta (Loew, 1862)
- C. pallida Vaillant, 1981
- C. palloris (Coquillett, 1895)
- C. pectinicauda Collin, 1927
- C. perlucida Niesiolowski, 1986
- C. polonica Wagner & Niesiolowski, 1987
- C. precabunda Collin, 1961
- C. precatoria (Fallen, 1816)
- C. pyrenaica Vaillant, 1981
- C. rastrifera Melander, 1947
- C. recurvata (Melander, 1947)
- C. serraticauda Engel, 1939
- C. siveci Wagner, 1984
- C. spectra Vaillant, 1981
- C. stigmatica (Schiner, 1862)
- C. stuprator (Melander, 1947)
- C. subangusta Collin, 1961
- C. subensifera MacDonald, 1994
- C. subnotata MacDonald, 1994
- C. trapezina (Zetterstedt, 1838)
- C. valida (Loew, 1862)
- C. varix Melander, 1947
- C. vockerothi Vaillant & Chvala, 1973
- C. wagneri Horvat, 1990